# Belomys
Belomys — рід вивірок, що включає один сучасний вид — Belomys pearsonii (з Гімалаїв і Південної Азії).
Викопні види включають плейстоценову Belomys thamkaewi та пізньопліоценову Belomys parapearsoni, обидва з Південно-Східної Азії.